# Hohenzollerische Landesbahn
Die Hohenzollerische Landesbahn (HzL) ist ein Verkehrsbetrieb der SWEG Südwestdeutsche Landesverkehrs-GmbH. Sie betreibt in Baden-Württemberg Bus- und Schienenpersonennahverkehr. Das zuvor eigenständige und bis 1956 als HLB (Hohenzollerische Landesbahn-Aktiengesellschaft) bezeichnete Unternehmen ging am 1. Januar 2018 in der damaligen SWEG Südwestdeutsche Landesverkehrs-AG auf, wobei der Unternehmensname als Marke beibehalten wurde.
Neben AVG und SWEG war die HzL die größte nicht-bundeseigene Eisenbahngesellschaft in Baden-Württemberg. Hier betrieb sie seit 1900 Personen- und Güterverkehr. Zuletzt hatte sich das Tätigkeitsfeld der HzL auf weite Teile im Süden von Baden-Württemberg ausgedehnt.
Die HzL war Mitglied im Tarifverband der Bundeseigenen und Nichtbundeseigenen Eisenbahnen in Deutschland (TBNE) und im Verband Deutscher Verkehrsunternehmen (VDV).

## Geschichte

### Gründung

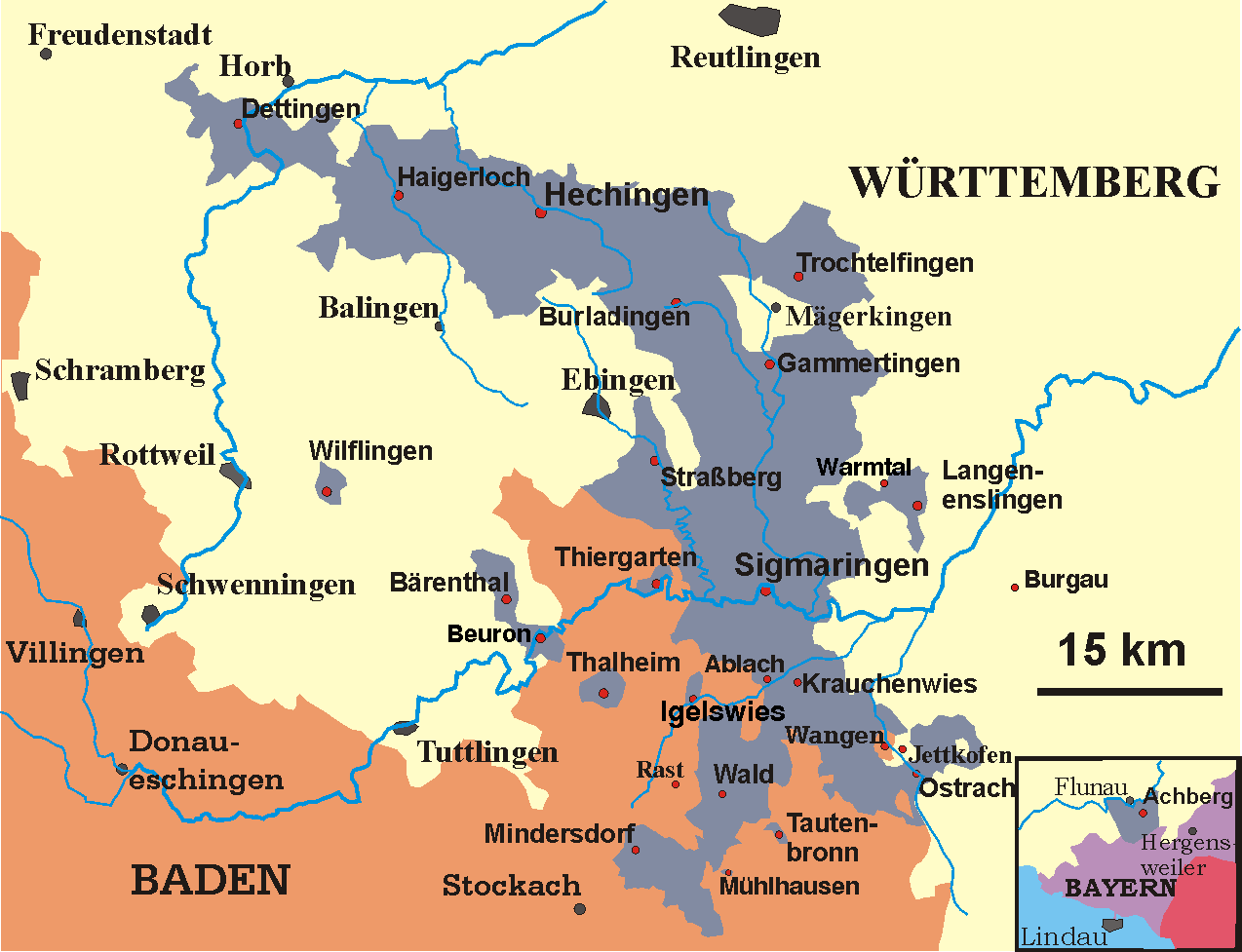
Die Hohenzollerischen Lande

Der zu Preußen gehörende Regierungsbezirk Sigmaringen (Hohenzollernsche Lande) lag als lang gezogenes Territorium inmitten des Königreichs Württemberg, deren Staatsbahn KWStE dieses „ausländische“ Gebiet lediglich auf dem jeweils kürzesten Weg durchquerte und nur die beiden Kreisstädte Hechingen (seit 1869) und Sigmaringen (seit 1878) bediente.
Seit dem Anschluss an die württembergische Staatsbahn gründeten sich in Hohenzollern zahlreiche Eisenbahnkomitees, welche durch die Erschließung des Landesinneren die wirtschaftliche Entwicklung voranbringen wollten. Neben einer geringen Rentabilität war der Staatsvertrag zwischen der preußischen und württembergischen Regierung vom 3. März 1865 ein wesentliches Hindernis für die Umsetzung der Pläne. Demnach konnte das Königreich Württemberg jedem Eisenbahnunternehmen den Anschluss an das Netz der KWStE versagen, auch auf preußischem Territorium.
Mit Erlass des Preußisches Kleinbahngesetzes vom 27. Juli 1892 traten umfassende Erleichterungen in Bezug auf das staatliche Genehmigungs- und Aufsichtswesen für Schienenbahnen von eher lokaler Bedeutung, sogenannten Kleinbahnen, ein. Das Königreich Preußen erhoffte sich eine Erschließung der dünn besiedelten ländlichen Gebiete und stellte darüber hinaus Fördermittel in Aussicht. Unter diesen Voraussetzungen beschloss der Kommunallandtag schließlich am 28. Februar 1896, eine Eisenbahngesellschaft zu gründen.
Am 5. Juli 1899 wurde der Gesellschaftsvertrag in Sigmaringen unterzeichnet. Als Gründer der Actiengesellschaft Hohenzollern’sche Kleinbahngesellschaft hatten das Land Preußen 50 Prozent sowie der Landeskommunalverband der Hohenzollerischen Lande und die Westdeutsche Eisenbahn-Gesellschaft je 25 Prozent des Stammkapitals in Höhe von 3,24 Mio. Mark übernommen.
Der in Köln ansässigen Westdeutschen Eisenbahn-Gesellschaft (WeEG) wurde die Bau- und Betriebsleitung sowie der Auftrag zum Bau der ersten vier Stichstrecken erteilt. Im Gegenzug garantierte der Landeskommunalverband der Hohenzollerischen Lande eine Dividende von 3,5 Prozent für die Dauer von 35 Jahren.

### Streckenbau
Von den württembergischen Staatsbahnstrecken baute die HzL zunächst Stichbahnen zur Erschließung des preußischen Gebietes. Die erste, sechs Kilometer lange Strecke, führte ab 28. März 1900 aus dem Donautal bei Sigmaringendorf im Laucherttal nordwärts zum Fürstlichen Hüttenwerk mit dem Güterbahnhof Laucherthal und weiter nach Bingen. Im folgenden Jahr übergab die HzL drei weitere Stichbahnen dem Betrieb:
- am 18. März 1901 von Hechingen bis Burladingen,
- am 17. Juni 1901 von Eyach über Haigerloch nach Stetten mit dem Salzbergwerk Stetten und
- am 7. November 1901 vom an der Bahnstrecke Reutlingen–Schelklingen gelegenen Kleinengstingen nach Gammertingen.

Nach einer mehrjährigen Pause wurden die vier Stichstrecken zu einem zusammenhängenden Netz erweitert:
- Von Burladingen erreichte die Bahn am 6. Dezember 1908 Gammertingen und führte weiter nach Südosten über Hanfertal nach Bingen, wo über die bestehende Strecke nach Sigmaringendorf der Anschluss an die Bahnstrecke Ulm–Sigmaringen erreicht wurde.
- Am 5. Oktober 1910 wurde die Abkürzung von Hanfertal nach Sigmaringen Landesbahnhof fertig gestellt.
- Schließlich war am 24. Dezember 1912 die letzte Lücke zwischen Stetten und Hechingen geschlossen und damit eine durchgehende Strecke von Eyach über Hechingen–Gammertingen–Hanfertal bis Sigmaringendorf von 86 Kilometer Länge geschaffen worden. Mit den Abzweigungen nach Kleinengstingen (20 Kilometer) und nach Sigmaringen (zwei Kilometer) umfasste das HzL-Netz eine Gesamtlänge von fast 107,4 Kilometer, wovon knapp 15 Kilometer Strecken in Württemberg lagen.

Eine geplante Verbindung zwischen Stetten bei Haigerloch und Balingen kam nicht zur Ausführung.

## Organisation
Mit Beschluss der Generalversammlung vom 18. Juni 1907 wurde die Actiengesellschaft Hohenzollern’sche Kleinbahngesellschaft in Hohenzollerische Landesbahn-Aktiengesellschaft umbenannt.
Die Betriebsführung lag zunächst in den Händen der Betriebsabteilung Stuttgart der Westdeutschen Eisenbahn-Gesellschaft und wurde nach deren Auflösung an die Vereinigte Kleinbahnen Aktiengesellschaft in Frankfurt am Main übertragen. Ab 1933 führte die bis 1956 als HLB bezeichnete Gesellschaft ihren Betrieb selbst durch.
Seit 1972 war der Mehrheitsaktionär das Land Baden-Württemberg mit 71,934 Prozent, während der Zollernalbkreis und der Landkreis Sigmaringen je 14,033 Prozent besaßen. Die HzL wiederum hielt 7,5 Prozent des Stammkapitals des Verkehrsverbundes Neckar-Alb-Donau (naldo).
Die HzL kooperierte seit den 2000er-Jahren mit der zu 100 Prozent in Landeseigentum befindlichen Südwestdeutschen Verkehrs-AG, zuletzt hatten beide Gesellschaften einen personengleichen Vorstand. Am 1. Januar 2018 fusionierte die HzL mit der Südwestdeutschen Verkehrs-AG (SWEG) zur Südwestdeutschen Landesverkehrs-AG (SWEG). Die Marke „HzL“ soll erhalten bleiben.

## Betrieb

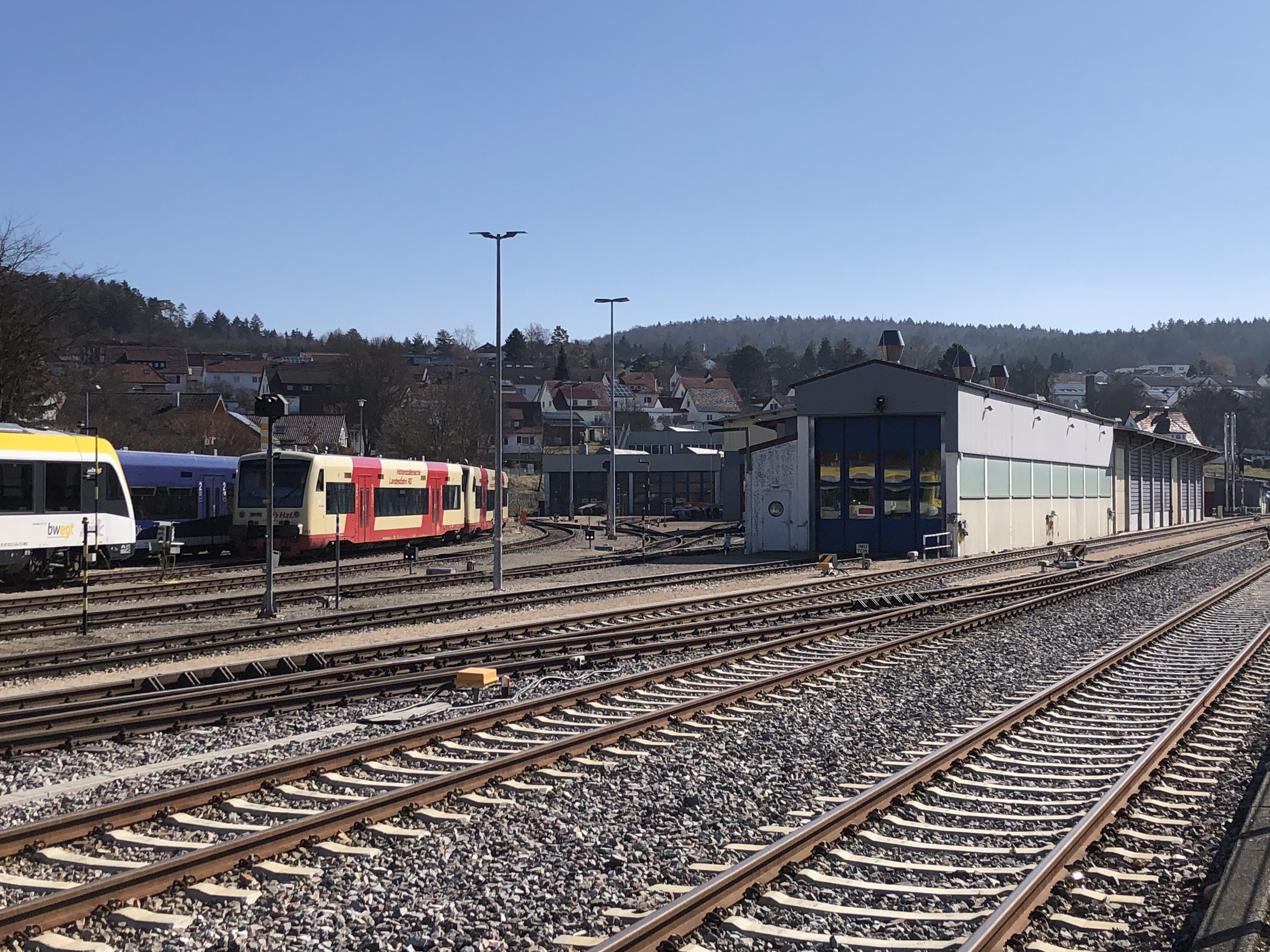
HzL-Bahnbetriebswerk Gammertingen

1947 erweiterte die HzL ihren Geschäftsbereich um Linienbusse, die heute in der Region zwischen Reutlingen, Horb, Sigmaringen und Riedlingen verkehren.
Der Mittelpunkt des Schienenverkehrs befindet sich in Gammertingen, wo die HzL ein Bahnbetriebswerk und ein Stellwerk unterhält. 2017 wurde der Bahnhof Gammertingen saniert und das mechanische durch ein elektronisches Stellwerk ersetzt.

### Personenverkehr
| Netz                                 | Linie | Zuglauf | Fahrzeuge       | Vertragslaufzeit              | Anmerkung                                |
| ------------------------------------ | ----- | --- | --------------- | ----------------------------- | ---------------------------------------- |
| 15 Biberbahn (Freizeitverkehr)       | RB 32 | Stockach – Mühlingen-Zoznegg – Sauldorf – Bichtlingen – Meßkirch – Menningen-Leitishofen – Mengen                           | Regio-Shuttle 1 |                               | Im Auftrag der DB Regio AG bis Juli 2024 |
| 15 Schwarzwälder Ring // 3er-Ringzug | RB 42 | Bräunlingen – Donaueschingen – Villingen (Schwarzw) – Schwenningen (Neckar) – Trossingen Bf (– Trossingen Stadt) – Rottweil | Regio-Shuttle 1 | voraussichtlich bis Dez. 2027 |                                          |
| 15 Schwarzwälder Ring // 3er-Ringzug | RB 43 | Rottweil – Tuttlingen – Immendingen – Blumberg-Zollhaus                                                                     | Regio-Shuttle 1 | voraussichtlich bis Dez. 2027 |                                          |
| 12 Ulmer Stern                       | RB 56 | Munderkingen – Ehingen (Donau) – Schelklingen – Ulm Hbf                                                                     | Coradia LINT 54 | Jun. 2019 – Dez. 2032         |                                          |
| 12 Ulmer Stern                       | RB 57 | Ulm Hbf – Langenau (Württ.) – Giengen (Brenz) – Heidenheim – Aalen Hbf                                                      | Coradia LINT 54 | Jun. 2019 – Dez. 2032         |                                          |
| 14a Zollernalbbahn ZAB 1             | RB 66 | Tübingen Hbf – Hechingen – Balingen (Württ) – Albstadt-Ebingen – Sigmaringen                                                | Coradia LINT 54 | Dez. 2013 – Dez. 2025         |                                          |
| 14a Zollernalbbahn (Freizeitverkehr) | RB 67 | Eyach – Haigerloch – Hechingen LB                                                                                           | Coradia LINT 54 |                               |                                          |
| 14b Zollernalbbahn ZAB 2             | RB 68 | Hechingen – Gammertingen – Sigmaringen                                                                                      | Coradia LINT 54 | Dez. 2016 – Dez. 2025         |                                          |
| 14a Zollernalbbahn (Freizeitverkehr) | RB 69 | Balingen (Württ.) – Schömberg (b. Balingen)                                                                                 | Coradia LINT 54 |                               |                                          |

#### Personenverkehr auf den Stammstrecken der HzL
Im Zuge der bundesweiten Stilllegung von Nebenbahnen stellte auch die HzL zwischen 1968 und 1973 den Personenverkehr auf einigen Schienenstrecken auf Busbedienung um:
- 29. September 1968: Sigmaringendorf–Bingen–Hanfertal (Schülerzug bis 30. Mai 1991)
- 1. Juni 1969: Kleinengstingen–Trochtelfingen
- 28. Mai 1972: Trochtelfingen–Gammertingen
- 1. Oktober 1972: Eyach–Haigerloch
- 3. Juni 1973: Haigerloch–Hechingen

2000 wurde die Bahnstrecke Engstingen–Sigmaringen mit dem Rad-Wander-Shuttle für den Ausflugsverkehr reaktiviert. Nach umfangreichen Sanierungs- und Ausbaumaßnahmen wurde der Personenverkehr zwischen Engstingen und Gammertingen zum Fahrplanwechsel im Dezember 2019 wiederaufgenommen. Die Schwäbische Alb-Bahn verlängerte dafür ihren seit Juni 2019 ausgeweiteten Personenverkehr Ulm–Schelklingen–Engstingen weiter bis Gammertingen.
Im Herbst 2008 wurde auf der Bahnstrecke Eyach–Hechingen mit den HzL-Classic-Zügen nach 30 Jahren der SPNV wiederbelebt – zumindest mit Ausflugszügen. 2009 wurde der Freizeitverkehr als 3-Löwen-Takt Radexpress Eyachtäler aufgenommen, schrittweise ausgeweitet und 2016 zum Zug der Zeit umbenannt. Seit 2012 verkehrt er an allen Sonn- und Feiertagen vom 1. Mai bis Mitte Oktober.

#### Personenverkehr auf Strecken anderer Eisenbahnen

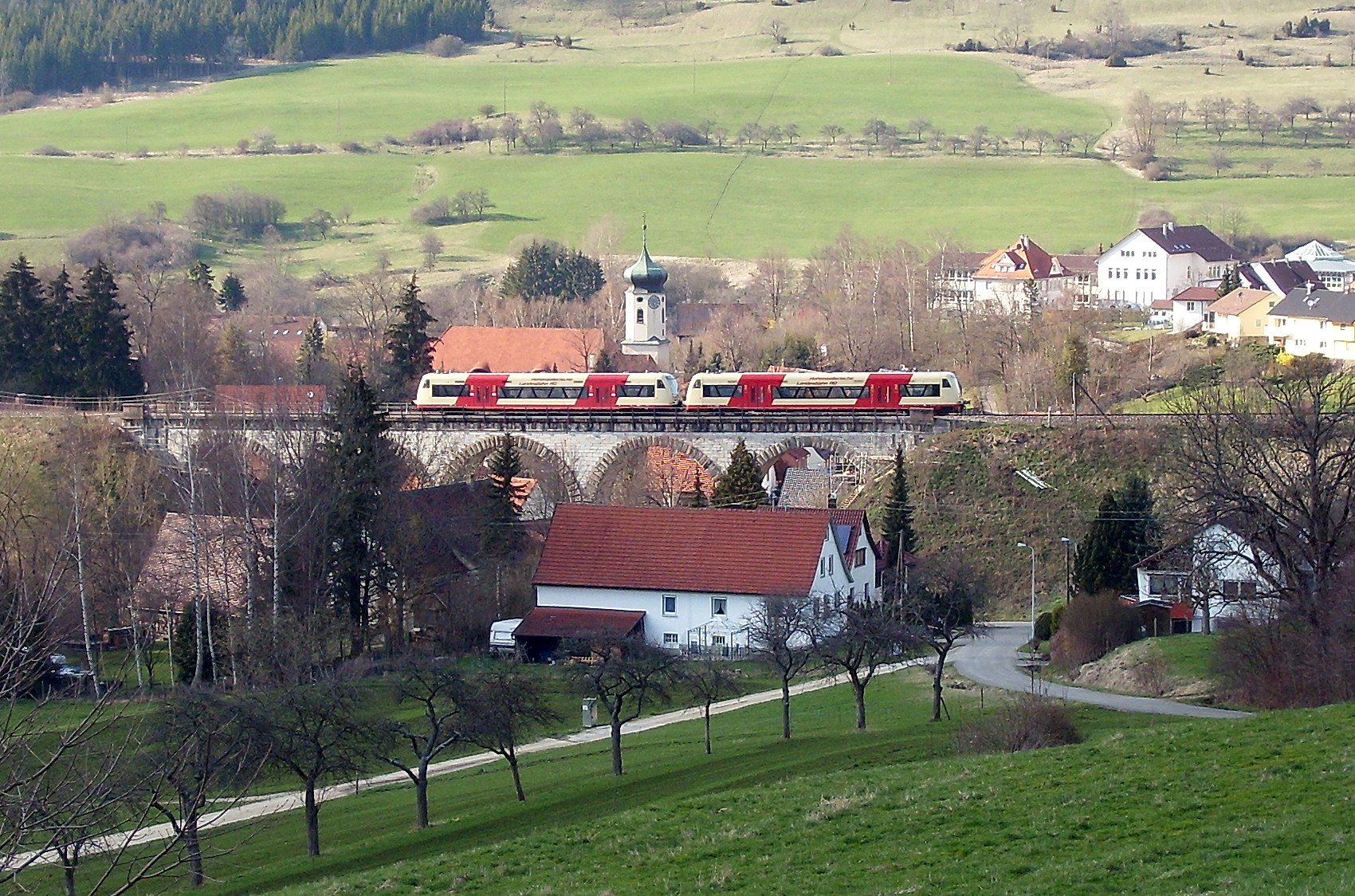
Regio-Shuttle auf dem Viadukt von Lautlingen

Seit den 1990er-Jahren hat sich das Tätigkeitsgebiet der Hohenzollerischen Landesbahn erheblich erweitert.
So übernahm die HzL ab 1993 die Betriebsführung für die Bodensee-Oberschwaben-Bahn, die zwischen Aulendorf und Friedrichshafen fährt. Bis Dezember 2021 wurden die Fahrzeuge durch die HzL in der Triebwagenhalle in Friedrichshafen gewartet.

1997 erhielt die HzL den Auftrag des Landes Baden-Württemberg für den Regionalbahn-Verkehr zwischen Tübingen und Aulendorf, der über die Bahnstrecke Tübingen–Sigmaringen, die Bahnstrecke Ulm–Sigmaringen und die Bahnstrecke Herbertingen–Isny führt.

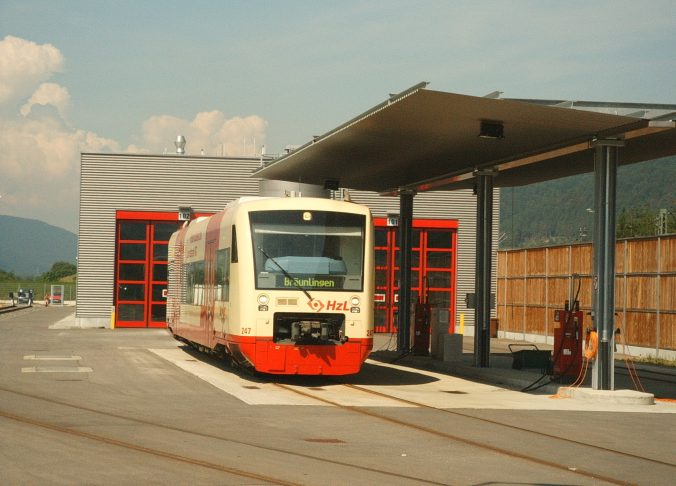
Das für den Ringzug in Immendingen 2003 errichtete HzL-Bahnbetriebswerk mit Regio-Shuttle, Bauj. 2003

Seit 2001 betreibt die HzL auf der gepachteten Bahnstrecke Balingen–Rottweil im nicht abgebauten Abschnitt zwischen Balingen und Schömberg ein Rad-Wander-Shuttle an Sonn- und Feiertagen in der Sommersaison.
Seit September 2003 betreibt sie in der Region Schwarzwald-Baar-Heuberg den 3er-Ringzug, ein S-Bahn-ähnliches Nahverkehrssystem mit den Eckpunkten Blumberg, Tuttlingen, Rottweil, Villingen-Schwenningen und Donaueschingen, wofür der „Verkehrsbetrieb Ringzug“ mit eigener örtlicher Betriebsleitung und Betriebswerk geschaffen wurde.
Im Dezember 2006 löste die HzL die SBB GmbH im Zuge einer Neuausschreibung auf der 17 Kilometer langen „seehäsle“-Strecke Stockach–Radolfzell als Nahverkehrsbetreiber ab.
Seit dem 9. Juni 2019 betreibt die Hohenzollerische Landesbahn das Ausschreibungsnetz 12 „RB Ulmer Stern“. Dieses umfasst die Regionalbahnen (RB) Ulm–Aalen, Ulm–Langenau und Ulm–Munderkingen.
Mit der Aufnahme eines Freizeitverkehrs an Sonn- und Feiertagen im Abschnitt Stockach–Mengen der Bahnstrecke Radolfzell–Mengen erweiterte sich der Personenverkehr im Juli 2021 um den Radexpress Biberbahn.
Die HzL fuhr auch SPNV-Auftragsverkehre für die Deutsche Bahn (DB Regio) auf den Strecken Rottweil–Horb und Tübingen–Herrenberg (Ammertalbahn). Die Triebwagen und Lokomotiven der HzL sind regelmäßig auch mit Sonderzügen und Arbeitszügen in ganz Baden-Württemberg und in der Schweiz unterwegs.

### Güterverkehr
Im Güterverkehr übernahm die HzL 1990 die Traktion der Salz-Ganzzüge vom Salzbergwerk Stetten bei Stetten (b. Haigerloch) auf DB-Strecken bis nach Ulm. Ferner führt die HzL den Flächengüterverkehr zwischen Tübingen, Sigmaringen, Bad Saulgau und Schelklingen in Kooperation mit der Deutschen Bahn (DB Cargo) durch. Auf der Bahnstrecke Balingen–Schömberg ist das Holcim-Zementwerk Ausgangspunkt für wöchentliche Zement-Ganzzüge.

## Bahnstrecken der HzL

### Strecken im Eigentum der HzL (Stammstrecken)
| Strecken-Nr. (DB) | Bezeichnung                           | Länge   | heutiger Betrieb              |
| ----------------- | ------------------------------------- | ------- | ----------------------------- |
| 9460              | Bahnstrecke Eyach–Hechingen           | 27,9 km | Freizeitverkehr, Güterverkehr |
| 9461              | Bahnstrecke Engstingen–Sigmaringen    | 42,9 km | Personenverkehr, Güterverkehr |
| 9462              | Bahnstrecke Sigmaringendorf–Hanfertal | 9,7 km  | Güterverkehr                  |
| 9466              | Bahnstrecke Hechingen–Gammertingen    | 27,0 km | Personenverkehr, Güterverkehr |

### Gepachtete Strecken

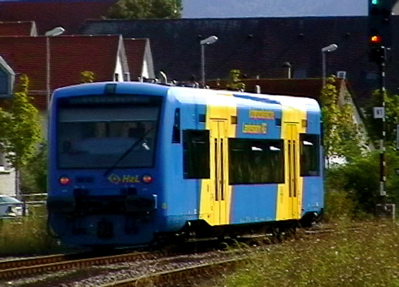
„Rad-Wander-Shuttle“ der HzL in Balingen

Das 107,5 Kilometer lange Stammnetz der HzL wuchs im Januar 2001 durch Pacht der DB-eigenen Bahnstrecke Balingen–Rottweil im nicht abgebauten Abschnitt zwischen Balingen und Schömberg um 12,9 Kilometer an. Diese Strecke dient dem HzL-Güterverkehr und wird im Sommer auch durch Kurswagen des „Rad-Wander-Shuttle“ befahren. Ferner betreibt die HzL im Zuge des Ringzuges den 2,8 Kilometer langen Abschnitt Hüfingen–Bräunlingen der ehemaligen SWEG-Bregtalbahn.
| Strecken-Nr. (DB) | Bezeichnung                      | Länge   | heutiger Betrieb              |
| ----------------- | -------------------------------- | ------- | ----------------------------- |
| 4634              | Bahnstrecke Balingen–Schömberg   | 12,9 km | Freizeitverkehr, Güterverkehr |
| 9430              | Bahnstrecke Hüfingen–Bräunlingen | 2,8 km  | Personenverkehr               |

## Fahrzeuge

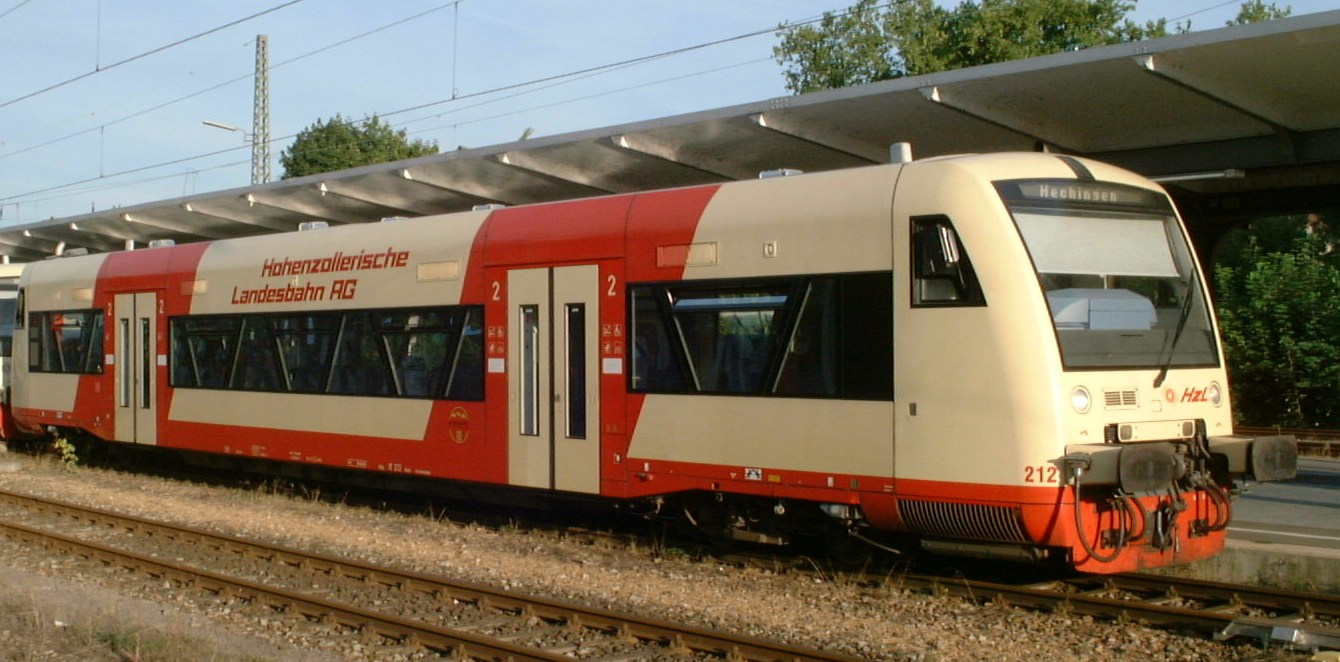
Regio-Shuttle der HzL, Baujahr 1997, in Tübingen

Der Fahrzeugbestand umfasst 48 Triebwagen des Typs Regio-Shuttle (DB-Baureihe VT 650) der Baujahre 1996/97, 2003, 2005 und 2009, sowie drei NE-81-Triebwagen mit Baujahr 1993 sowie einen NE-81-Steuerwagen, die in den HzL-Bahnbetriebswerken Gammertingen und Immendingen beheimatet sind. Der bis 2013 von Immendingen aus eingesetzte NE 81 (VT 121) wurde 2016 im Bahnbetriebswerk Gammertingen verschrottet.
Der HzL stehen ferner sechs Diesel-Streckenlokomotiven und eine Rangierlok zur Verfügung.
In den Jahren 2011 und 2012 wurden die Loks V 122, V 119 und V 118 verkauft. Dafür wurden zwei neue Streckendieselloks Voith Gravita 15L BB bestellt. Sie wurden als V 180 und V 181 im Januar und April 2013 ausgeliefert. Ebenfalls Ende 2012 wurden die verbliebenen MAN-Schienenbusse VT 5, VT 8, VT 9 und VS 14 an die Schwäbische Alb-Bahn in Münsingen verkauft. 2015 wurden VT 44 und 45 an die SWEG ins Achertal abgegeben. Die Fahrzeuge wurden in das neue BaWü-Design umlackiert, innen modernisiert und als VT 533 und 534 in den Fahrzeugbestand der SWEG übernommen. Die Fahrzeuge bestreiten den Zugverkehr im Achertal auf der Achertalbahn (KBS 717).
Auf dem Ausschreibungsnetz 12 „RB Ulmer Stern“ setzt die HzL seit Juni 2019 Dieseltriebwagen des Typs LINT 54 ein. Dieser Fahrzeugtyp wurde damit erstmals in Baden-Württemberg eingesetzt. Die Fahrzeuge haben eine Einstiegshöhe von 55 Zentimeter sowie 18 Fahrradstellplätze.
Zum Fahrplanwechsel 2020 ersetzten ebenfalls Dieseltriebwagen des Typs LINT 54 die langjährig eingesetzten Regio-Shuttle 1 im Regionalverkehr Tübingen–Sigmaringen und Hechingen–Gammertingen–Sigmaringen sowie im Freizeitverkehr Eyach–Hechingen und Balingen–Schömberg (Zollern-Alb-Bahnen 1–4).
Anfang 2021 gaben das Ministerium für Verkehr, die SWEG und die Alstom Transport Deutschland GmbH bekannt, ab 1. Mai 2021 einen mit Wasserstoff betriebenen Brennstoffzellenzug des Typs Alstom Coradia iLint auf der Strecke Linie Hechingen–Gammertingen–Sigmaringen einzusetzen. Erstmals in Baden-Württemberg verkehrt ein solches Fahrzeug im regulären Betrieb. Die Projektpartner erhoffen sich Erkenntnisse über die Alltagstauglichkeit der lokal emissionsfreien Technologie, die eine Alternative zu Dieselfahrzeugen auf nichtelektrifizierten Strecken darstellen könnte. Das Fahrzeug soll im HzL-Bahnbetriebswerk Gammertingen gewartet und betankt werden.

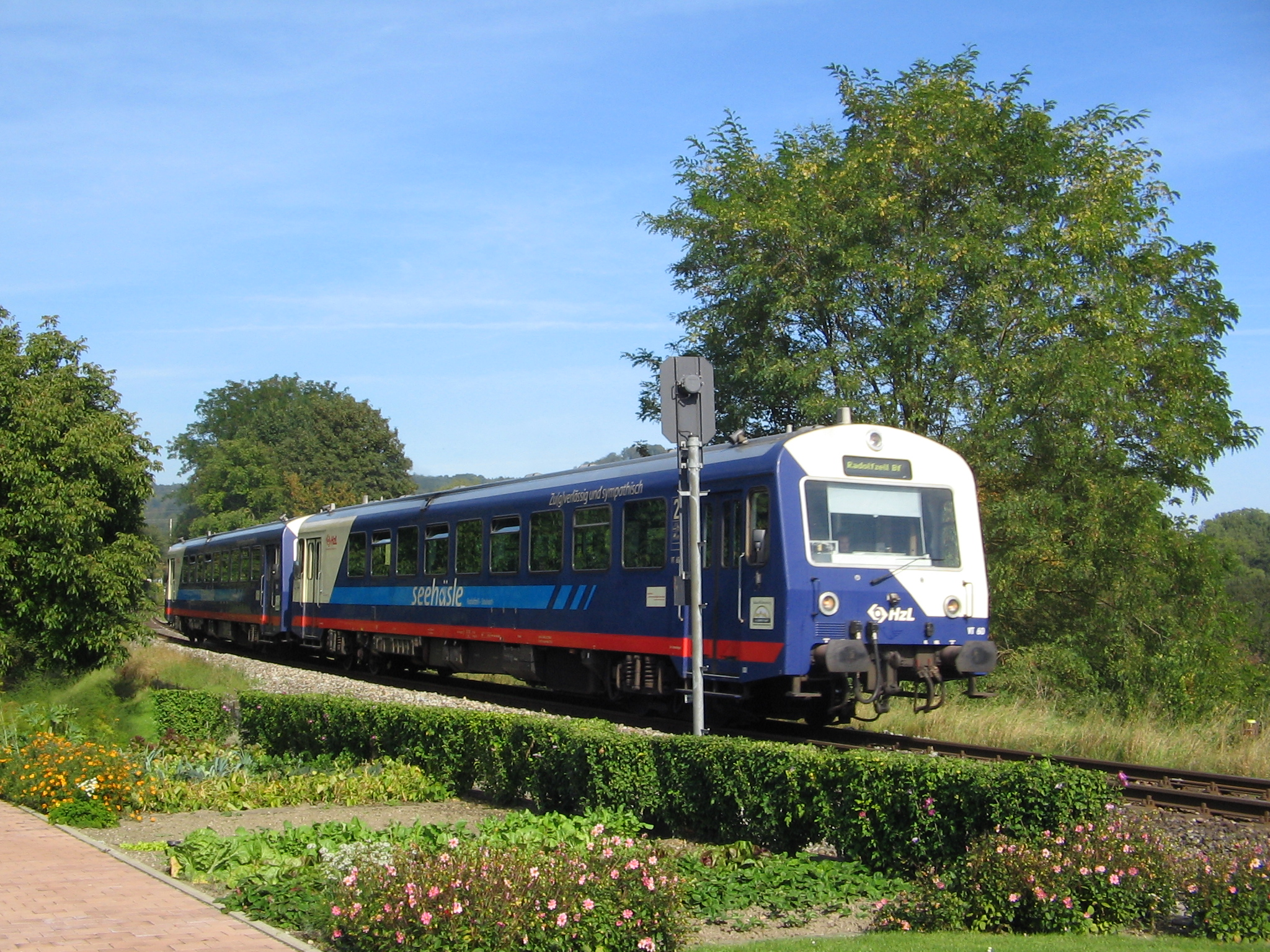
NE 81 auf dem Seehäsle
MAN-Schienenbus der HzL im BW Gammertingen
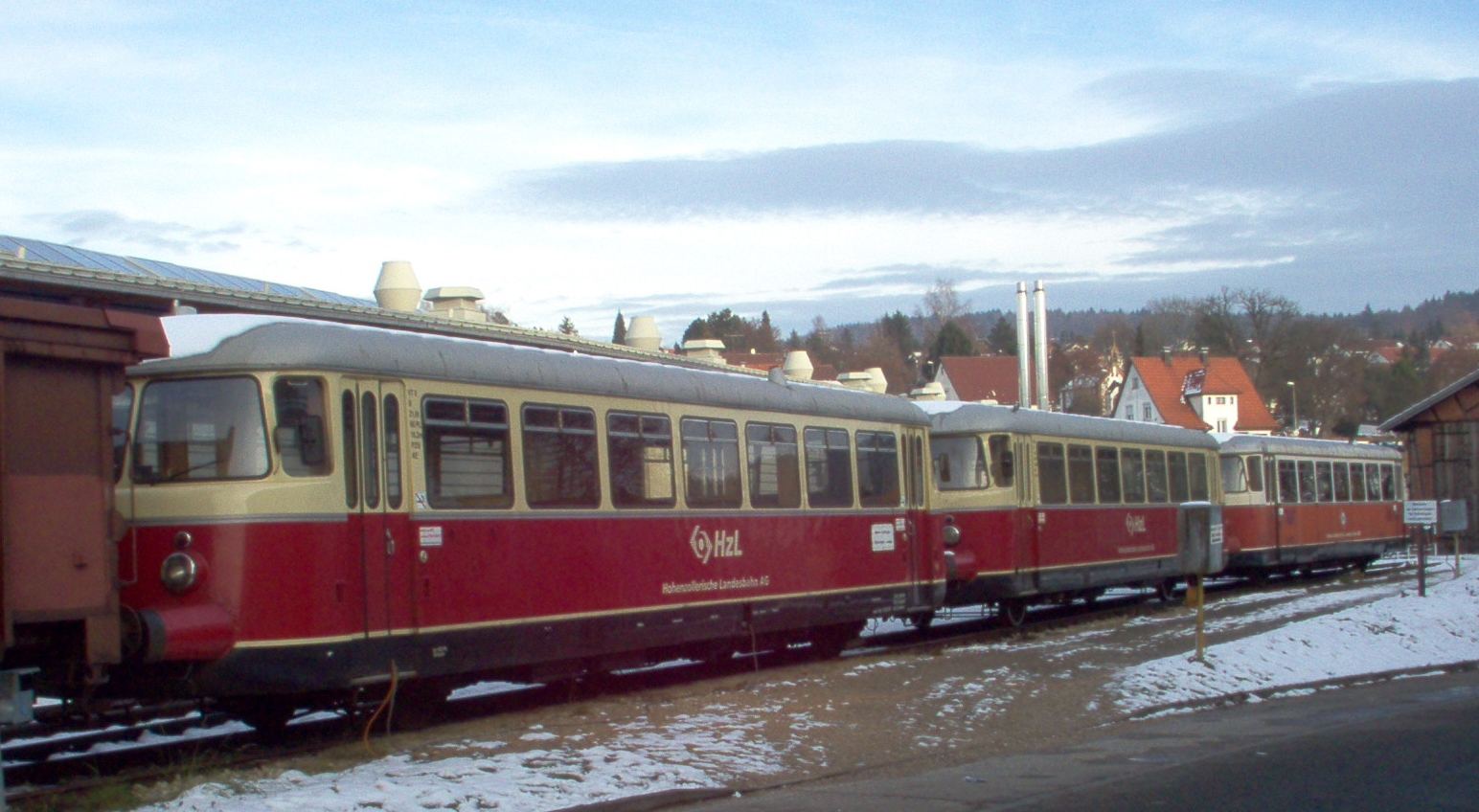
MAN-Schienenbusse der HzL in Gammertingen
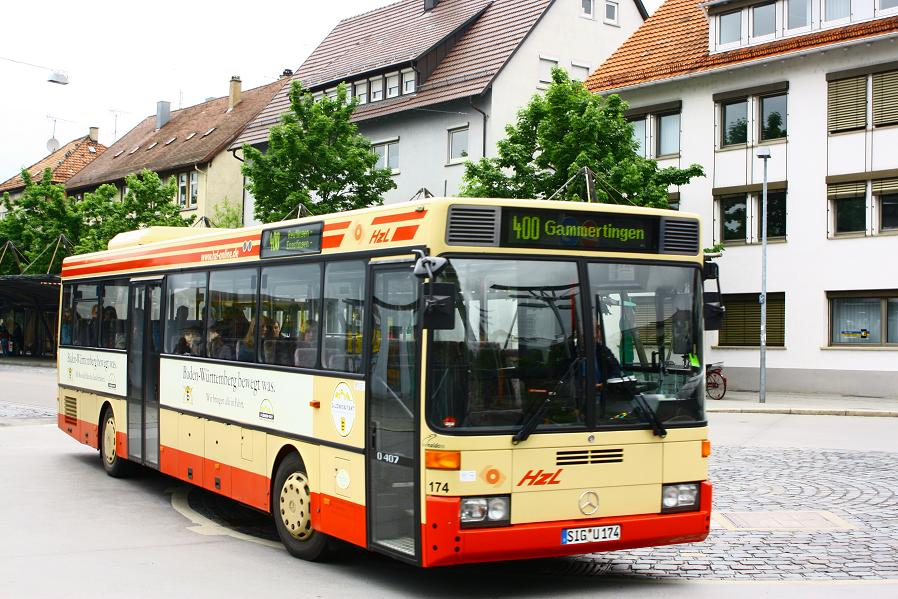
Mercedes-Benz O 407 der HzL (Wagen 174)
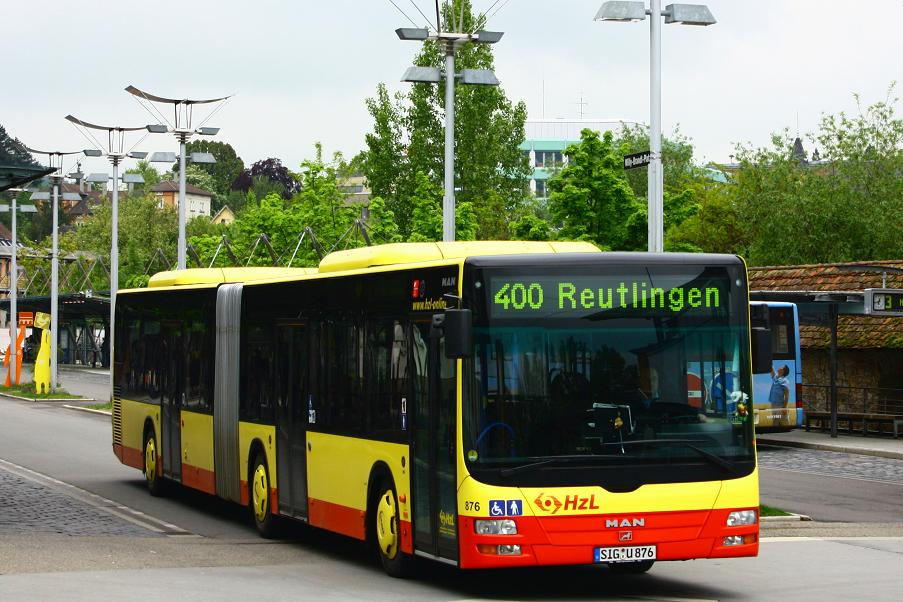
MAN Lion’s City G der HzL (Wagen 876)

| Art               | Bezeichnung                                     | Baujahr     | Hersteller            | Typ                          | Einsatzgebiet                                                       | Bemerkung                                       |
| ----------------- | ----------------------------------------------- | ----------- | --------------------- | ---------------------------- | ------------------------------------------------------------------- | ----------------------------------------------- |
| Diesellokomotive  | V 124                                           | 1969 / 2005 | MaK / Gmeinder        | G1300 BB (V100 PA) / D100 BB | Güterverkehr                                                        | 2004 neu aufgebaut                              |
| Diesellokomotive  | V 152                                           | 1992        | Gmeinder              | D 100 BB                     | Güterverkehr                                                        |                                                 |
| Diesellokomotive  | V 180 + V 181                                   | 2012 + 2013 | Voith                 | Gravita 15L BB               | Güterverkehr                                                        |                                                 |
| Gerät             | Skl 29                                          | 2001        | Mercedes-Benz + Zagro | Unimog U 1650                | VB Zollern-Alb-Bahn                                                 | Zweiwege-Unimog schallgedämpft                  |
| Rangierlokomotive | V 24                                            | 1973        | Gmeinder              | D25B                         | Güterverkehr                                                        | von der SWEG V23-01, dann an Unbekannt verkauft |
| Rangierlokomotive | V 34                                            | 1985        | Gmeinder              | D25B                         | Güterverkehr                                                        |                                                 |
| Steuerwagen       | VS 16                                           | 1993        | Waggon Union          | NE 81                        | VB Zollern-Alb-Bahn                                                 |                                                 |
| Triebwagen        | VT 41 – VT 43                                   | 1993        | Waggon Union          | NE 81                        | VB Zollern-Alb-Bahn                                                 |                                                 |
| Triebwagen        | VT 44 – VT 45 – jetzt VT 533 und 534 (bei SWEG) | 1997        | Adtranz               | RS1                          | Abgegeben an die SWEG, stationiert im Achertal mit neuer Lackierung | Ursprünglich für Donautal-Modell Lk TUT         |
| Triebwagen        |                                                 | 2020        | Alstom                | LINT 54                      | VB Zollern-Alb-Bahn                                                 | in bwegt-Lackierung                             |
| Triebwagen        | VT 231 – VT 250                                 | 2003        | Stadler Pankow        | RS1                          | VB Ringzug                                                          | mit Mittelpufferkupplung                        |
| Triebwagen        | VT 251 – VT 254                                 | 2008        | Stadler Pankow        | RS1                          | VB seehäsle                                                         | mit Mittelpufferkupplung                        |

| Ehemalige Fahrzeuge der Hohenzollerischen Landesbahn | Ehemalige Fahrzeuge der Hohenzollerischen Landesbahn | Ehemalige Fahrzeuge der Hohenzollerischen Landesbahn | Ehemalige Fahrzeuge der Hohenzollerischen Landesbahn | Ehemalige Fahrzeuge der Hohenzollerischen Landesbahn | Ehemalige Fahrzeuge der Hohenzollerischen Landesbahn                                   | Ehemalige Fahrzeuge der Hohenzollerischen Landesbahn         | Ehemalige Fahrzeuge der Hohenzollerischen Landesbahn                      |
| Art                                                  | Bezeichnung                                          | Typ                                                  | Baujahr                                              | Hersteller / Fabriknummer                            | Herkunft                                                                               | Verbleib                                                     | Bemerkung                                                                 |
| ---------------------------------------------------- | ---------------------------------------------------- | ---------------------------------------------------- | ---------------------------------------------------- | ---------------------------------------------------- | -------------------------------------------------------------------------------------- | ------------------------------------------------------------ | ------------------------------------------------------------------------- |
| Diesellokomotive                                     | V 118                                                | Krauss-Maffei M1200BB                                | 1978                                                 | Krauss-Maffei 19855                                  |                                                                                        | Voith Turbo Lokomotivtechnik GmbH & Co. KG                   |                                                                           |
| Diesellokomotive                                     | V 119                                                | Krauss-Maffei M1200BB                                | 1978                                                 | Krauss-Maffei 19856                                  |                                                                                        | Voith Turbo Lokomotivtechnik GmbH & Co. KG                   |                                                                           |
| Diesellokomotive                                     | V 122                                                | MAK V100PA                                           | 1963                                                 | MaK 1000247                                          |                                                                                        | Süddeutsches Eisenbahnmuseum Heilbronn                       | 1963–1964 Vorführfahrzeug der Fa. Mak                                     |
| Diesellokomotive                                     | V 81                                                 | „Alb“                                                | 1957                                                 | Esslingen 5712                                       |                                                                                        | Eisenbahnmuseum Horb                                         | Einzelstück                                                               |
| Diesellokomotive                                     | V 82                                                 | MaK 850 D                                            | 1957                                                 | MaK 800090                                           |                                                                                        | 1979 an WNB verkauft                                         | MaK Stangenlok                                                            |
| Diesellokomotive                                     | V 150                                                | D 100 BB                                             | 1985                                                 | Gmeinder 5649                                        |                                                                                        | 2021 an Technikhändler, Abstellung in Celle Ost              | HG 70 km/h                                                                |
| Diesellokomotive                                     | V 151                                                | D 100 BB                                             | 1985                                                 | Gmeinder 5650                                        |                                                                                        | an SWEG verkauft, 2021 an WRS Deutschland GmbH               | HG 70 km/h                                                                |
| Steuerwagen                                          | VS 12                                                | MAN-Schienenbus                                      | 1957                                                 | MAN 143411                                           | 1977 von AKN                                                                           | 2005 Draisinenbahnen Berlin/Brandenburg GmbH & Co.KG         |                                                                           |
| Steuerwagen                                          | VS 13                                                | MAN-Schienenbus                                      | 1958                                                 | MAN 143550                                           | 1977 von ANB                                                                           | 2005 Draisinenbahnen Berlin/Brandenburg GmbH & Co.KG         |                                                                           |
| Steuerwagen                                          | VS 14                                                | MAN-Schienenbus                                      | 1962                                                 | MAN 148021                                           |                                                                                        | Schwäbische Alb-Bahn                                         | in Betrieb                                                                |
| Beiwagen                                             | VB 18                                                | MAN-Schienenbus                                      | 1963                                                 | MAN 150121                                           |                                                                                        | 2005 Draisinenbahnen Berlin/Brandenburg GmbH & Co.KG         |                                                                           |
| Beiwagen                                             | VB 19                                                | MAN-Schienenbus                                      | 1963                                                 | MAN 150122                                           |                                                                                        | 2002 an Mariaberger Heime (Arbeitstherapie)                  |                                                                           |
| Beiwagen                                             | VB 21                                                | MAN-Schienenbus                                      | 1955                                                 | MAN 142784                                           | 1986 von SWEG, ehem. Steuerwagen VS141                                                 | 2005 Draisinenbahnen Berlin/Brandenburg GmbH & Co.KG         |                                                                           |
| Steuerwagen                                          | VS 15                                                | MAN-Schienenbus                                      | 1962                                                 | MAN 148022                                           |                                                                                        | 2005 Draisinenbahnen Berlin/Brandenburg GmbH & Co.KG         | „Kunstobjekt“, „Ausstellungsobjekt“ in München                            |
| Triebwagen                                           | VT 4                                                 | MAN-Schienenbus                                      | 1960                                                 | MAN 145274                                           |                                                                                        |                                                              | zerlegt 2009                                                              |
| Triebwagen                                           | VT 5                                                 | MAN-Schienenbus                                      | 1960                                                 | MAN 145275                                           |                                                                                        | Schwäbische Alb-Bahn                                         | In Betrieb                                                                |
| Triebwagen                                           | VT 6"                                                | MAN-Schienenbus                                      | 1962                                                 | MAN 146631                                           | EKML – Eisenbahn Köln-Mülheim–Leverkusen / VEV – Vorwohle-Emmerthaler Verkehrsbetriebe | Draisinenbahnen Berlin/Brandenburg GmbH & Co.KG              | Zugang 1977, Abgang 2005                                                  |
| Triebwagen                                           | VT 7"                                                | MAN-Schienenbus                                      | 1962                                                 | MAN 146632                                           | EKML – Eisenbahn Köln-Mülheim–Leverkusen / VEV – Vorwohle-Emmerthaler Verkehrsbetriebe | Draisinenbahnen Berlin/Brandenburg GmbH & Co.KG              | Zugang 1973, Abgang 2005                                                  |
| Triebwagen                                           | VT 8                                                 | MAN-Schienenbus                                      | 1961                                                 | MAN 145163                                           |                                                                                        | Schwäbische Alb-Bahn                                         | 1961–1964 Vorführfahrzeug der MAN Nürnberg derzeit z-gestellt (Juni/2017) |
| Triebwagen                                           | VT 9                                                 | MAN-Schienenbus                                      | 1966                                                 | MAN 151129                                           |                                                                                        | Schwäbische Alb-Bahn                                         | Teilespender                                                              |
| Triebwagen                                           | VT 10"                                               | Uerdinger Schienenbus VT 98                          | 1961                                                 | MAN 146576                                           | DB VT 98 9794, Uerdinger Schienenbus                                                   | 1977 VEV, im Tausch gegen VT 6"                              |                                                                           |
| Triebwagen                                           | VT 121                                               | Waggon Union NE 81 1. Generation                     | 1981                                                 | Waggon Union 30896                                   | von der SWEG                                                                           | im Bw Gammertingen zerlegt Juni / Juli 2016                  | NE 81 1. Bauserie, Einsatz beim VB Ringzug                                |
| Triebwagen                                           | VT 60                                                | Waggon Union NE 81 2. Generation                     | 1993                                                 | Waggon Union 36107                                   | 2006 von BOB                                                                           | 2008 an SWEG                                                 | Seehäsle                                                                  |
| Triebwagen                                           | VT 60                                                | Waggon Union NE 81 2. Generation                     | 1993                                                 | Waggon Union 36108                                   | 2006 von BOB                                                                           | 2008 an SWEG                                                 | Seehäsle                                                                  |
| Triebwagen                                           | VT 61                                                | Waggon Union NE 81 2. Generation                     | 1994                                                 | ABB 36239                                            | 2006 von BOB                                                                           | 2008 an SWEG                                                 | Seehäsle                                                                  |
| Triebwagen                                           | VT 3"                                                | Esslinger Triebwagen 1. Generation                   | 1952                                                 | Esslingen 23494                                      | 1968 von Teutoburger Wald-Eisenbahn TWE                                                | 1993 an EFZ, 1994 Stadt Blumberg                             |                                                                           |
| Triebwagen                                           | VT 10'                                               | Esslinger Triebwagen 1. Generation                   | 1952                                                 | Esslingen 23438                                      | 1971 von Bentheimer Eisenbahn                                                          | 1973 an Regentalbahn, 2001 zerlegt                           |                                                                           |
| Triebwagen                                           | VT 1                                                 |                                                      | 1934                                                 | Dessau 3060                                          |                                                                                        | 1973 zerlegt                                                 |                                                                           |
| Triebwagen                                           | VT 2                                                 |                                                      | 1934                                                 | Dessau 3061                                          |                                                                                        | 1974 zerlegt                                                 |                                                                           |
| Triebwagen                                           | VT 3'                                                |                                                      | 1936                                                 | Wumag                                                |                                                                                        | 1968 nach Unfall zerlegt                                     |                                                                           |
| Triebwagen                                           | VT 6'                                                | Uerdinger Schienenbus VT95 Vorserie                  | 1951                                                 | Uerdingen 57064                                      |                                                                                        | 1973 ???                                                     | VT 95 Vorserie                                                            |
| Triebwagen                                           | VT 7'                                                | Uerdinger Schienenbus VT95 Vorserie                  | 1951                                                 | Uerdingen 57065                                      |                                                                                        | 1970 nach Unfall zerlegt                                     | VT 95 Vorserie                                                            |
| Triebwagen                                           | VT 46 – VT 47                                        | 2005                                                 | Stadler Pankow                                       | RS1                                                  | VB Zollern-Alb-Bahn                                                                    | 2020 an České dráhy                                          |                                                                           |
| Triebwagen                                           | VT 200 – VT 221                                      | 1996–1997                                            | Adtranz                                              | RS1                                                  | VB Zollern-Alb-Bahn                                                                    | 2020 an České dráhy                                          |                                                                           |
| Dampflok                                             | 7                                                    | Bn2t                                                 | 1900                                                 | Hohenzollern 1210                                    |                                                                                        | 1948 verschrottet                                            |                                                                           |
| Dampflok                                             | 11                                                   | Dn2t / ab 1936 Dh2t                                  | 1911                                                 | Esslingen 3630                                       |                                                                                        | 1969 an Gesellschaft zu Erhaltung von Schienenfahrzeugen GES | Museumslok                                                                |
| Dampflok                                             | 12                                                   | Dn2t / ab 1936 Dh2t                                  | 1911                                                 | Esslingen 3631                                       |                                                                                        | 1964 verschrottet                                            |                                                                           |
| Dampflok                                             | 14                                                   | Dn2t                                                 | 1920                                                 | Karlsruhe, Badische X b                              | 1937 von O&K                                                                           | 1958 verschrottet                                            |                                                                           |
| Dampflok                                             | 15                                                   | 1’D1’ h2t                                            | 1940                                                 | Esslingen 4408                                       |                                                                                        | 1964 verschrottet                                            |                                                                           |
| Dampflok                                             | 16                                                   | Dh2t                                                 | 1928                                                 | AEG 4230                                             | 1941 von KOE (Lok 11), 1949 von DB                                                     | 1971 an GES                                                  | Museumslok, ehemals 92 442                                                |
| Dampflok                                             | 21                                                   | Eh2t                                                 | 1914                                                 | Esslingen 3735                                       |                                                                                        | 1963 verschrottet                                            |                                                                           |
| Dampflok                                             | 22                                                   | Eh2t                                                 | 1911                                                 | Esslingen 3624                                       | 1929 von ?                                                                             | 1960 verschrottet                                            |                                                                           |
| Dampflok                                             | 141                                                  | 1’C’ h2t                                             | 1929                                                 | Hohenzollern 4681                                    |                                                                                        | 1969 verschrottet                                            |                                                                           |
| Dampflok                                             | 142                                                  | 1’C’1 n2t                                            | 1901                                                 | Hohenzollern 1627                                    |                                                                                        | 1958 verschrottet                                            |                                                                           |